# Saint-Pierre-de-Colombier
Pour les articles homonymes, voir Colombier.
Saint-Pierre-de-Colombier est une commune française située dans le département de l'Ardèche, en région Auvergne-Rhône-Alpes.
Les habitants de Saint-Pierre-de-Colombier sont appelés les Colombiérois et les Colombiéroises.

## Géographie

### Situation et description
Saint-Pierre-de-Colombier est un modeste village à l'aspect essentiellement rural, positionné dans le centre du département, au cœur de la montagne ardéchoise.
Elle est aussi intégrée à la communauté de communes Ardèche des Sources et Volcans (https://www.asv-cdc.fr/).
Son territoire, entièrement englobé dans le parc naturel régional des Monts d'Ardèche, est riche d'une faune et d'une flore variées. 778 espèces recensées par l'INPN, dont 78 protégées et 19 menacées.
L'importance de cette biodiversité est reconnue par 2 ZNIEFF ainsi qu'une zone Natura 2000 sur une partie de son territoire.
Son relief pentu ne facilite pas l'agriculture mais il reste encore une tradition castanéicole. Les pentes assez fortes ont aussi obligé les paysans à bâtir des faïsses, les terrasses qui façonnent la montagne. C'est un patrimoine à préserver autant pour l'histoire que pour la biodiversité abritée par les murs en pierres sèches.

### Climat
Pour des articles plus généraux, voir Climat d'Auvergne-Rhône-Alpes et Climat de l'Ardèche.
En 2010, le climat de la commune est de type climat méditerranéen franc, selon une étude du CNRS s'appuyant sur une série de données couvrant la période 1971-2000. En 2020, Météo-France publie une typologie des climats de la France métropolitaine dans laquelle la commune est exposée à un climat de montagne ou de marges de montagne et est dans la région climatique  Sud-est du Massif Central, caractérisée par une pluviométrie annuelle de 1 000 à 1 500 mm, minimale en été, maximale en automne. 
Pour la période 1971-2000, la température annuelle moyenne est de 11,4 °C, avec une amplitude thermique annuelle de 16,8 °C. Le cumul annuel moyen de précipitations est de 1 634 mm, avec 8,1 jours de précipitations en janvier et 5,1 jours en juillet. Pour la période 1991-2020, la température moyenne annuelle observée sur la station météorologique de Météo-France la plus proche, « Montpezat Sa », sur la commune de Montpezat-sous-Bauzon à 4 km à vol d'oiseau, est de 12,1 °C et le cumul annuel moyen de précipitations est de 1 649,9 mm,. Pour l'avenir, les paramètres climatiques de la commune estimés pour 2050 selon différents scénarios d'émission de gaz à effet de serre sont consultables sur un site dédié publié par Météo-France en novembre 2022.

### Hydrographie
Le territoire communal est traversé par la Bourges, un affluent de la Fontaulière et donc un sous-affluent en rive gauche de l'Ardèche, dans le bassin du Rhône.
Il est aussi important de noter la présence d'une Zone naturelle d'intérêt faunistique et floristique (ZNIEFF) le long de cette rivière sur pratiquement toute sa traversée de la commune. https://www.geoportail.gouv.fr/donnees/zones-naturelles-dinteret-ecologique-faunistique-et-floristique-znieff-type-i#!.

## Urbanisme

### Typologie
Au 1er janvier 2024, Saint-Pierre-de-Colombier est catégorisée commune rurale à habitat dispersé, selon la nouvelle grille communale de densité à 7 niveaux définie par l'Insee en 2022.
Elle est située hors unité urbaine. Par ailleurs la commune fait partie de l'aire d'attraction d'Aubenas, dont elle est une commune de la couronne,. Cette aire, qui regroupe 68 communes, est catégorisée dans les aires de 50 000 à moins de 200 000 habitants,.

### Occupation des sols
L'occupation des sols de la commune, telle qu'elle ressort de la base de données européenne d’occupation biophysique des sols Corine Land Cover (CLC), est marquée par l'importance des forêts et milieux semi-naturels (91 % en 2018), une proportion identique à celle de 1990 (91 %). La répartition détaillée en 2018 est la suivante : 
forêts (54,1 %), milieux à végétation arbustive et/ou herbacée (36,9 %), zones agricoles hétérogènes (6,3 %), zones urbanisées (2,7 %).
L'évolution de l’occupation des sols de la commune et de ses infrastructures peut être observée sur les différentes représentations cartographiques du territoire : la carte de Cassini (XVIIIe siècle), la carte d'état-major (1820-1866) et les cartes ou photos aériennes de l'IGN pour la période actuelle (1950 à aujourd'hui).

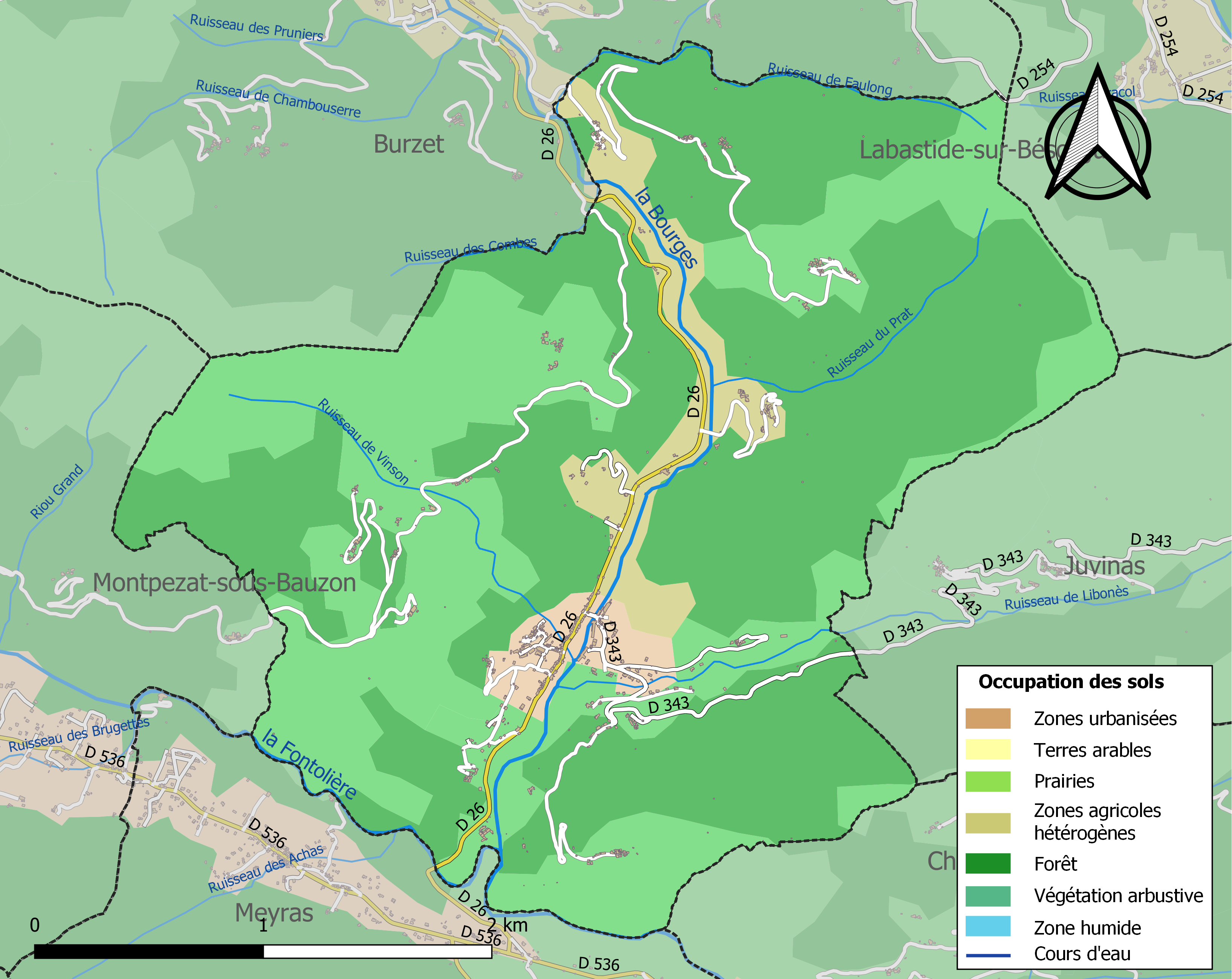
Carte des infrastructures et de l'occupation des sols de la commune en 2018 (CLC).

### Risques naturels

#### Risques sismiques
L'ensemble du territoire de la commune de Saint-Pierre-de-Colombier est situé en zone de sismicité no 2 dite faible (sur une échelle de 5), comme la plupart des communes situées sur le plateau et la montagne ardéchoise, mais non loin de limite de la zone de sismicité no 3, dite modérée, située plus à l'est et correspondant la vallée du Rhône.
| Type de zone | Niveau           | Définitions (bâtiment à risque normal) |
| ------------ | ---------------- | -------------------------------------- |
| Zone 2       | Sismicité faible | accélération = 1,1 m/s2                |

## Histoire
Une mention de novembre 1242, relative à un arbitrage entre le seigneur d'Argental Guigues Pagan et Artaud Pagan, abbé de Cruas et prieur de Saint-Sauveur [en-Rue], évoque la paroisse de Saint-Pierre-du-Colombier.

## Politique et administration

### Liste des maires
| Période                                  | Période                     | Identité              | Étiquette | Qualité                                      |
| ---------------------------------------- | --------------------------- | --------------------- | --------- | -------------------------------------------- |
| Les données manquantes sont à compléter. |                             |                       |           |                                              |
| avant 1813                               | septembre 1813              | Henri Bernard         |           |                                              |
| octobre 1814                             | mars 1823                   | Jean Prunaret         |           |                                              |
| avril 1823                               | décembre 1828               | Claude Boutière       |           |                                              |
| janvier 1829                             | octobre 1830                | Glaude Prasneuf       |           |                                              |
| novembre 1830                            | décembre 1831               | Daulueyre de Prasneuf |           |                                              |
| janvier 1832                             | février 1833                | Alexandre Eyraud      |           |                                              |
| février 1833                             | octobre 1834                | Joseph Bernard        |           |                                              |
| octobre 1834                             | avril 1835                  | Jean Bezal            |           | adjoint, à la suite du décès du maire        |
| mai 1835                                 | janvier 1838                | Alexandre Eyraud      |           |                                              |
| janvier 1838                             | avril 1848                  | Jean Bezal            |           |                                              |
| mai 1848                                 | mai 1851                    | Joseph Dalmas         |           |                                              |
| mai 1851                                 | septembre 1852              | Alexandre Eyraud      |           | adjoint, à la suite de la démission du maire |
| octobre 1852                             | septembre 1865              | Alexandre Eyraud      |           |                                              |
| septembre 1865                           | avril 1889                  | Joseph Dalmas         |           |                                              |
| avril 1889                               | mai 1890                    | Xavier Prunaret       |           | adjoint, à la suite de la démission du maire |
| mai 1890                                 | 1902                        | Xavier Prunaret       |           |                                              |
| 1903                                     | 1989                        | à compléter           |           |                                              |
| mars 1989                                | juin 1995                   | Albert Soboul         |           |                                              |
| juin 1995                                | mars 2001                   | Francis Chabanis      |           |                                              |
| mars 2001                                | En cours (au 24 avril 2014) | Gérard Fargier        | DVD       | Retraité de l'enseignement                   |

## Population et société

### Démographie
L'évolution du nombre d'habitants est connue à travers les recensements de la population effectués dans la commune depuis 1793. Pour les communes de moins de 10 000 habitants, une enquête de recensement portant sur toute la population est réalisée tous les cinq ans, les populations de référence des années intermédiaires étant quant à elles estimées par interpolation ou extrapolation. Pour la commune, le premier recensement exhaustif entrant dans le cadre du nouveau dispositif a été réalisé en 2005.

En 2022, la commune comptait 443 habitants, en évolution de +7,52 % par rapport à 2016 (Ardèche : +2,48 %, France hors Mayotte : +2,11 %).
| 1793 | 1800 | 1806 | 1821 | 1831 | 1836 | 1841 | 1846 | 1851 |
| ---- | ---- | ---- | ---- | ---- | ---- | ---- | ---- | ---- |
| 659  | 798  | 732  | 767  | 814  | 819  | 852  | 870  | 940  |

| 1856 | 1861 | 1866 | 1872 | 1876 | 1881 | 1886 | 1891 | 1896 |
| ---- | ---- | ---- | ---- | ---- | ---- | ---- | ---- | ---- |
| 895  | 890  | 992  | 881  | 982  | 935  | 952  | 928  | 932  |

| 1901 | 1906 | 1911 | 1921 | 1926 | 1931 | 1936 | 1946 | 1954 |
| ---- | ---- | ---- | ---- | ---- | ---- | ---- | ---- | ---- |
| 926  | 911  | 908  | 791  | 710  | 716  | 708  | 649  | 655  |

| 1962 | 1968 | 1975 | 1982 | 1990 | 1999 | 2005 | 2006 | 2010 |
| ---- | ---- | ---- | ---- | ---- | ---- | ---- | ---- | ---- |
| 546  | 454  | 373  | 385  | 388  | 382  | 384  | 385  | 410  |

| 2015 | 2020 | 2022 | - | - | - | - | - | - |
| ---- | ---- | ---- | - | - | - | - | - | - |
| 413  | 440  | 443  | - | - | - | - | - | - |

### Enseignement
La commune est rattachée à l'académie de Grenoble.

### Médias
Deux organes de presse écrite sont distribués dans la commune :
- L'Hebdo de l'Ardèche

Il s'agit d'un journal hebdomadaire français basé à Valence et diffusé à Privas depuis 1999. Il couvre l'actualité pour tout le département de l'Ardèche.
- Le Dauphiné libéré

Il s'agit d'un journal quotidien de la presse écrite française régionale distribué dans la plupart des départements de l'ancienne région Rhône-Alpes, notamment l'Ardèche. La commune est située dans la zone d'édition d'Aubenas, de Privas et de la vallée du Rhône.

### Cultes
L'église paroissiale Saint-Pierre (propriété de la commune) et la communauté catholique sont rattachées à la paroisse Sainte Marie Rivier en Val d’Ardèche, laquelle dépend du diocèse de Viviers.
La communauté Famille missionnaire de Notre-Dame est fondée en 1946. Un important projet de construction de centre spirituel sur le territoire de la commune entraine des tensions entre cette congrégation religieuse et des opposants à ce chantier depuis quelques années.
Ce projet, prenant la forme d'une basilique de 3500 places, d'un coût estimé de 17 millions d'euros, est financé par la Famille missionnaire de Notre-Dame qui est soupçonnée de dérives sectaires. Les 16 et 17 octobre 2023, une trentaine de militants accompagnés d'habitants locaux se sont introduits sur le chantier pour stopper les travaux. Cette irruption sur le lieu a suscité des échauffourées lorsque les frères et sœurs se sont interposés.

## Culture locale et patrimoine

### Lieux et monuments
- Église Saint-Pierre de Saint-Pierre-de-Colombier du XIXe siècle, à voir le tympan en bois sculpté de la porte d'entrée réalisé par un habitant du village M. Delubac ;
- Chapelle d'Aulueyres ;
- École publique construite en 1890 ;
- Statue de la Vierge implantée en mars 1946 sous le vocable de Notre-Dame des Neiges à la suite du vœu des villageois, qui prièrent pour la protection de Saint-Pierre-de-Colombier face aux Allemands. Le village ayant été épargné, la statue fut érigée[26] (il y a 191 marches à gravir pour aller la voir). Elle a donné lieu à la fondation de la Famille Missionnaire de Notre-Dame ;
- Panorama depuis la statue de Notre-Dame des Neiges ;
- Les « faïsses » ou terrasses, vestiges de l'activité agricole d'autrefois, en particulier celles de la famille Plantevin (hameau d'Aulueyres), visibles depuis la D26.

### Héraldique
|  | Saint-Pierre-de-Colombier possède des armoiries dont l'origine et le blasonnement exact ne sont pas disponibles. |